# Gran Premio motociclistico di Francia 2023
Il Gran Premio motociclistico di Francia 2023 è stato la quinta prova del motomondiale del 2023. Le vittorie nelle quattro classi sono andate a: Jorge Martín in sprint e Marco Bezzecchi nella gara della MotoGP, Tony Arbolino in Moto2, Daniel Holgado in Moto3, Jordi Torres e Matteo Ferrari nelle due gare della MotoE.
In occasione di questa prova il motomondiale fa segnare il 1000º Gran Premio della sua storia. Sempre in occasione di questo GP, si corrono le prime due prove stagionali della MotoE, classe che vede come nuovo fornitore unico delle motociclette la Ducati.

## MotoGP

### Sprint

#### Arrivati al traguardo
| Pos. | Nº | Pilota                | Squadra                     | Motocicletta       | Giri | Tempo     | Griglia | Punti |
| ---- | -- | --------------------- | --------------------------- | ------------------ | ---- | --------- | ------- | ----- |
| 1º   | 89 | Jorge Martín          | Prima Pramac Racing         | Ducati Desmosedici | 13   | 19'59.037 | 5º      | 12    |
| 2º   | 33 | Brad Binder           | Red Bull KTM Factory Racing | KTM RC16           | 13   | +1.840    | 10º     | 9     |
| 3º   | 1  | Francesco Bagnaia     | Ducati Lenovo               | Ducati Desmosedici | 13   | +2.632    | 1º      | 7     |
| 4º   | 10 | Luca Marini           | Mooney VR46 Racing          | Ducati Desmosedici | 13   | +3.418    | 3º      | 6     |
| 5º   | 93 | Marc Márquez          | Repsol Honda                | Honda RC213V       | 13   | +3.541    | 2º      | 5     |
| 6º   | 5  | Johann Zarco          | Prima Pramac Racing         | Ducati Desmosedici | 13   | +4.483    | 9º      | 4     |
| 7º   | 72 | Marco Bezzecchi       | Mooney VR46 Racing          | Ducati Desmosedici | 13   | +5.224    | 7º      | 3     |
| 8º   | 41 | Aleix Espargaró       | Aprilia Racing              | Aprilia RS-GP      | 13   | +6.359    | 11º     | 2     |
| 9º   | 12 | Maverick Viñales      | Aprilia Racing              | Aprilia RS-GP      | 13   | +8.336    | 6º      | 1     |
| 10º  | 30 | Takaaki Nakagami      | LCR Honda Idemitsu          | Honda RC213V       | 13   | +9.439    | 14º     |       |
| 11º  | 42 | Álex Rins             | LCR Honda Castrol           | Honda RC213V       | 13   | +12.388   | 18º     |       |
| 12º  | 49 | Fabio Di Giannantonio | Gresini Racing              | Ducati Desmosedici | 13   | +14.125   | 15º     |       |
| 13º  | 21 | Franco Morbidelli     | Monster Energy Yamaha       | Yamaha YZR-M1      | 13   | +15.121   | 17º     |       |
| 14º  | 36 | Joan Mir              | Repsol Honda                | Honda RC213V       | 13   | +15.383   | 16º     |       |
| 15º  | 73 | Álex Márquez          | Gresini Racing              | Ducati Desmosedici | 13   | +15.591   | 8º      |       |
| 16º  | 9  | Danilo Petrucci       | Ducati Lenovo               | Ducati Desmosedici | 13   | +19.415   | 19º     |       |
| 17º  | 32 | Lorenzo Savadori      | CryptoData RNF              | Aprilia RS-GP      | 13   | +26.992   | 20º     |       |

#### Ritirati
| Nº | Pilota            | Squadra                     | Motocicletta  | Giri | Griglia |
| -- | ----------------- | --------------------------- | ------------- | ---- | ------- |
| 20 | Fabio Quartararo  | Monster Energy Yamaha       | Yamaha YZR-M1 | 9    | 13º     |
| 94 | Jonas Folger      | GasGas Factory Racing Tech3 | KTM RC16      | 8    | 21º     |
| 37 | Augusto Fernández | GasGas Factory Racing Tech3 | KTM RC16      | 5    | 12º     |
| 43 | Jack Miller       | Red Bull KTM Factory Racing | KTM RC16      | 1    | 4º      |

### Gara

#### Arrivati al traguardo
| Pos. | Nº | Pilota                | Squadra                     | Motocicletta       | Giri | Tempo     | Griglia | Punti |
| ---- | -- | --------------------- | --------------------------- | ------------------ | ---- | --------- | ------- | ----- |
| 1º   | 72 | Marco Bezzecchi       | Mooney VR46 Racing          | Ducati Desmosedici | 27   | 41'37.970 | 7º      | 25    |
| 2º   | 89 | Jorge Martín          | Prima Pramac Racing         | Ducati Desmosedici | 27   | +4.256    | 5º      | 20    |
| 3º   | 5  | Johann Zarco          | Prima Pramac Racing         | Ducati Desmosedici | 27   | +4.795    | 9º      | 16    |
| 4º   | 37 | Augusto Fernández     | GasGas Factory Racing Tech3 | KTM RC16           | 27   | +6.281    | 12º     | 13    |
| 5º   | 41 | Aleix Espargaró       | Aprilia Racing              | Aprilia RS-GP      | 27   | +6.726    | 11º     | 11    |
| 6º   | 33 | Brad Binder           | Red Bull KTM Factory Racing | KTM RC16           | 27   | +13.638   | 10º     | 10    |
| 7º   | 20 | Fabio Quartararo      | Monster Energy Yamaha       | Yamaha YZR-M1      | 27   | +15.023   | 13º     | 9     |
| 8º   | 49 | Fabio Di Giannantonio | Gresini Racing              | Ducati Desmosedici | 27   | +15.826   | 15º     | 8     |
| 9º   | 30 | Takaaki Nakagami      | LCR Honda Idemitsu          | Honda RC213V       | 27   | +16.370   | 14º     | 7     |
| 10º  | 21 | Franco Morbidelli     | Monster Energy Yamaha       | Yamaha YZR-M1      | 27   | +17.828   | 17º     | 6     |
| 11º  | 9  | Danilo Petrucci       | Ducati Lenovo               | Ducati Desmosedici | 27   | +29.735   | 19º     | 5     |
| 12º  | 32 | Lorenzo Savadori      | CryptoData RNF              | Aprilia RS-GP      | 27   | +36.135   | 20º     | 4     |
| 13º  | 94 | Jonas Folger          | GasGas Factory Racing Tech3 | KTM RC16           | 27   | +49.808   | 21º     | 3     |

#### Ritirati
| Nº | Pilota            | Squadra                     | Motocicletta       | Giri | Griglia |
| -- | ----------------- | --------------------------- | ------------------ | ---- | ------- |
| 93 | Marc Márquez      | Repsol Honda                | Honda RC213V       | 25   | 2º      |
| 43 | Jack Miller       | Red Bull KTM Factory Racing | KTM RC16           | 24   | 4º      |
| 42 | Álex Rins         | LCR Honda Castrol           | Honda RC213V       | 14   | 18º     |
| 36 | Joan Mir          | Repsol Honda                | Honda RC213V       | 12   | 16º     |
| 10 | Luca Marini       | Mooney VR46 Racing          | Ducati Desmosedici | 5    | 3º      |
| 73 | Álex Márquez      | Gresini Racing              | Ducati Desmosedici | 5    | 8º      |
| 1  | Francesco Bagnaia | Ducati Lenovo               | Ducati Desmosedici | 4    | 1º      |
| 12 | Maverick Viñales  | Aprilia Racing              | Aprilia RS-GP      | 4    | 6º      |

## Moto2

### Arrivati al traguardo
| Pos. | Nº | Pilota                  | Squadra                        | Motocicletta | Giri | Tempo     | Griglia | Punti |
| ---- | -- | ----------------------- | ------------------------------ | ------------ | ---- | --------- | ------- | ----- |
| 1º   | 14 | Tony Arbolino           | Elf Marc VDS Racing            | Kalex        | 14   | 22'34.233 | 3º      | 25    |
| 2º   | 12 | Filip Salač             | QJMotor Gresini                | Kalex        | 14   | +0.620    | 4º      | 20    |
| 3º   | 21 | Alonso López            | Lightech SpeedUp               | Boscoscuro   | 14   | +1.537    | 2º      | 16    |
| 4º   | 13 | Celestino Vietti        | Fantic Racing                  | Kalex        | 14   | +2.193    | 6º      | 13    |
| 5º   | 96 | Jake Dixon              | Inde GasGas Aspar              | Kalex        | 14   | +3.041    | 8º      | 11    |
| 6º   | 35 | Somkiat Chantra         | Idemitsu Honda Team Asia       | Kalex        | 14   | +4.175    | 7º      | 10    |
| 7º   | 7  | Barry Baltus            | Fieten Olie Racing GP          | Kalex        | 14   | +8.853    | 10º     | 9     |
| 8º   | 54 | Fermín Aldeguer         | Lightech SpeedUp               | Boscoscuro   | 14   | +9.437    | 11º     | 8     |
| 9º   | 79 | Ai Ogura                | Idemitsu Honda Team Asia       | Kalex        | 14   | +10.696   | 16º     | 7     |
| 10º  | 11 | Sergio García           | Pons Wegow Los40               | Kalex        | 14   | +10.817   | 18º     | 6     |
| 11º  | 3  | Lukas Tulovic           | Liqui Moly Husqvarna Intact GP | Kalex        | 14   | +11.588   | 15º     | 5     |
| 12º  | 16 | Joe Roberts             | Italtrans Racing               | Kalex        | 14   | +12.128   | 17º     | 4     |
| 13º  | 52 | Jeremy Alcoba           | QJMotor Gresini                | Kalex        | 14   | +12.337   | 20º     | 3     |
| 14º  | 71 | Dennis Foggia           | Italtrans Racing               | Kalex        | 14   | +13.061   | 23º     | 2     |
| 15º  | 22 | Sam Lowes               | Elf Marc VDS Racing            | Kalex        | 14   | +13.695   | 1º      | 1     |
| 16º  | 4  | Sean Dylan Kelly        | American Racing                | Kalex        | 14   | +14.633   | 19º     |       |
| 17º  | 24 | Marcos Ramírez          | Forward Team                   | Forward      | 14   | +18.244   | 21º     |       |
| 18º  | 64 | Bo Bendsneyder          | Pertamina Mandalika SAG        | Kalex        | 14   | +19.880   | 14º     |       |
| 19º  | 8  | Senna Agius             | Liqui Moly Husqvarna Intact GP | Kalex        | 14   | +22.615   | 24º     |       |
| 20º  | 84 | Zonta van den Goorbergh | Fieten Olie Racing GP          | Kalex        | 14   | +22.684   | 22º     |       |
| 21º  | 19 | Lorenzo Dalla Porta     | Pertamina Mandalika SAG        | Kalex        | 14   | +25.265   | 25º     |       |
| 22º  | 28 | Izan Guevara            | Inde GasGas Aspar              | Kalex        | 14   | +25.347   | 28º     |       |
| 23º  | 72 | Borja Gómez             | Fantic Racing                  | Kalex        | 14   | +30.208   | 27º     |       |

### Ritirati
| Nº | Pilota       | Squadra          | Motocicletta | Giri | Griglia |
| -- | ------------ | ---------------- | ------------ | ---- | ------- |
| 17 | Alex Escrig  | Forward Team     | Forward      | 6    | 29º     |
| 37 | Pedro Acosta | Red Bull KTM Ajo | Kalex        | 4    | 5º      |
| 33 | Rory Skinner | American Racing  | Kalex        | 4    | 26º     |

### Non partiti
| Nº | Pilota          | Squadra                     | Motocicletta | Griglia |
| -- | --------------- | --------------------------- | ------------ | ------- |
| 18 | Manuel González | Correos Prepago Yamaha VR46 | Kalex        | 9º      |
| 75 | Albert Arenas   | Red Bull KTM Ajo            | Kalex        | 12º     |
| 40 | Arón Canet      | Pons Wegow Los40            | Kalex        | 13º     |

## Moto3

### Arrivati al traguardo
| Pos. | Nº | Pilota             | Squadra                        | Motocicletta  | Giri | Tempo     | Griglia | Punti |
| ---- | -- | ------------------ | ------------------------------ | ------------- | ---- | --------- | ------- | ----- |
| 1º   | 96 | Daniel Holgado     | Red Bull KTM Tech3             | KTM RC 250 GP | 20   | 34'07.176 | 3º      | 25    |
| 2º   | 71 | Ayumu Sasaki       | Liqui Moly Husqvarna Intact GP | Husqvarna     | 20   | +0.150    | 1º      | 20    |
| 3º   | 5  | Jaume Masiá        | Leopard Racing                 | Honda NSF250R | 20   | +0.946    | 7º      | 16    |
| 4º   | 48 | Iván Ortolá        | Angeluss MTA                   | KTM RC 250 GP | 20   | +1.113    | 6º      | 13    |
| 5º   | 6  | Ryusei Yamanaka    | Gaviota GasGas Aspar           | Gas Gas       | 20   | +2.409    | 14º     | 11    |
| 6º   | 53 | Deniz Öncü         | Red Bull KTM Ajo               | KTM RC 250 GP | 20   | +2.521    | 4º      | 10    |
| 7º   | 43 | Xavier Artigas     | CFMoto Racing PrüstelGP        | CFMoto        | 20   | +3.280    | 8º      | 9     |
| 8º   | 80 | David Alonso       | Gaviota GasGas Aspar           | Gas Gas       | 20   | +9.372    | 25º     | 8     |
| 9º   | 99 | José Antonio Rueda | Red Bull KTM Ajo               | KTM RC 250 GP | 20   | +11.930   | 11º     | 7     |
| 10º  | 82 | Stefano Nepa       | Angeluss MTA                   | KTM RC 250 GP | 20   | +14.318   | 13º     | 6     |
| 11º  | 66 | Joel Kelso         | CFMoto Racing PrüstelGP        | CFMoto        | 20   | +14.438   | 16º     | 5     |
| 12º  | 27 | Kaito Toba         | SIC58 Squadra Corse            | Honda NSF250R | 20   | +14.606   | 23º     | 4     |
| 13º  | 24 | Tatsuki Suzuki     | Leopard Racing                 | Honda NSF250R | 20   | +15.077   | 24º     | 3     |
| 14º  | 38 | David Salvador     | CIP Green Power                | KTM RC 250 GP | 20   | +16.937   | 12º     | 2     |
| 15º  | 95 | Collin Veijer      | Liqui Moly Husqvarna Intact GP | Husqvarna     | 20   | +16.969   | 19º     | 1     |
| 16º  | 54 | Riccardo Rossi     | SIC58 Squadra Corse            | Honda NSF250R | 20   | +19.059   | 22º     |       |
| 17º  | 18 | Matteo Bertelle    | Rivacold Snipers               | Honda NSF250R | 20   | +19.113   | 21º     |       |
| 18º  | 7  | Filippo Farioli    | Red Bull KTM Tech3             | KTM RC 250 GP | 20   | +19.410   | 17º     |       |
| 19º  | 55 | Romano Fenati      | Rivacold Snipers               | Honda NSF250R | 20   | +19.665   | 9º      |       |
| 20º  | 22 | Ana Carrasco       | Boé Motorsports                | KTM RC 250 GP | 20   | +30.369   | 27º     |       |
| 21º  | 64 | Mario Aji          | Honda Team Asia                | Honda NSF250R | 20   | +30.541   | 18º     |       |
| 22º  | 70 | Joshua Whatley     | VisionTrack Racing             | Honda NSF250R | 20   | +30.794   | 26º     |       |

### Ritirati
| Nº | Pilota            | Squadra            | Motocicletta  | Giri | Griglia |
| -- | ----------------- | ------------------ | ------------- | ---- | ------- |
| 72 | Taiyo Furusato    | Honda Team Asia    | Honda NSF250R | 19   | 15º     |
| 10 | Diogo Moreira     | MT Helmets - MSI   | KTM RC 250 GP | 10   | 2º      |
| 19 | Scott Ogden       | VisionTrack Racing | Honda NSF250R | 8    | 20º     |
| 16 | Andrea Migno      | CIP Green Power    | KTM RC 250 GP | 6    | 5º      |
| 63 | Syarifuddin Azman | MT Helmets - MSI   | KTM RC 250 GP | 2    | 10º     |

## MotoE
Tutti i piloti sono dotati di motocicletta fornita dalla Ducati.

### Gara 1

#### Arrivati al traguardo
| Pos. | Nº | Pilota             | Squadra                    | Giri | Tempo     | Griglia | Punti |
| ---- | -- | ------------------ | -------------------------- | ---- | --------- | ------- | ----- |
| 1º   | 81 | Jordi Torres       | Openbank Aspar             | 8    | 13'29.947 | 3º      | 25    |
| 2º   | 4  | Héctor Garzó       | Dynavolt Intact GP         | 8    | +0.092    | 2º      | 20    |
| 3º   | 3  | Randy Krummenacher | Dynavolt Intact GP         | 8    | +7.539    | 4º      | 16    |
| 4º   | 21 | Kevin Zannoni      | Ongetta SIC58 Squadracorse | 8    | +7.827    | 8º      | 13    |
| 5º   | 78 | Hikari Ōkubo       | Tech3 E-racing             | 8    | +9.138    | 12º     | 11    |
| 6º   | 53 | Esteve Rabat       | Prettl Pramac              | 8    | +10.933   | 13º     | 10    |
| 7º   | 34 | Kevin Manfredi     | Ongetta SIC58 Squadracorse | 8    | +11.198   | 5º      | 9     |
| 8º   | 61 | Alessandro Zaccone | Tech3 E-racing             | 8    | +12.488   | 11º     | 8     |
| 9º   | 72 | Alessio Finello    | Felo Gresini               | 8    | +14.578   | 14º     | 7     |
| 10º  | 23 | Luca Salvadori     | Prettl Pramac              | 8    | +14.818   | 15º     | 6     |
| 11º  | 8  | Mika Pérez         | RNF                        | 8    | +18.177   | 16º     | 5     |
| 12º  | 6  | María Herrera      | OpenBank Aspar             | 8    | +24.739   | 17º     | 4     |

#### Ritirati
| Nº | Pilota            | Squadra       | Giri | Griglia |
| -- | ----------------- | ------------- | ---- | ------- |
| 11 | Matteo Ferrari    | Felo Gresini  | 4    | 1º      |
| 40 | Mattia Casadei    | HP Pons Los40 | 3    | 7º      |
| 77 | Miquel Pons       | LCR E-Team    | 3    | 9º      |
| 9  | Andrea Mantovani  | RNF           | 3    | 10º     |
| 29 | Nicholas Spinelli | HP Pons Los40 | 2    | 6º      |

### Gara 2

#### Arrivati al traguardo
| Pos. | Nº | Pilota             | Squadra                    | Giri | Tempo     | Griglia | Punti |
| ---- | -- | ------------------ | -------------------------- | ---- | --------- | ------- | ----- |
| 1º   | 11 | Matteo Ferrari     | Felo Gresini               | 8    | 13'28.079 | 1º      | 25    |
| 2º   | 81 | Jordi Torres       | Openbank Aspar             | 8    | +0.712    | 3º      | 20    |
| 3º   | 4  | Héctor Garzó       | Dynavolt Intact GP         | 8    | +1.693    | 2º      | 16    |
| 4º   | 40 | Mattia Casadei     | HP Pons Los40              | 8    | +3.145    | 7º      | 13    |
| 5º   | 29 | Nicholas Spinelli  | HP Pons Los40              | 8    | +3.781    | 6º      | 11    |
| 6º   | 9  | Andrea Mantovani   | RNF                        | 8    | +6.052    | 10º     | 10    |
| 7º   | 3  | Randy Krummenacher | Dynavolt Intact GP         | 8    | +6.555    | 4º      | 9     |
| 8º   | 21 | Kevin Zannoni      | Ongetta SIC58 Squadracorse | 8    | +7.517    | 8º      | 8     |
| 9º   | 61 | Alessandro Zaccone | Tech3 E-racing             | 8    | +10.143   | 11º     | 7     |
| 10º  | 78 | Hikari Ōkubo       | Tech3 E-racing             | 8    | +13.561   | 12º     | 6     |
| 11º  | 72 | Alessio Finello    | Felo Gresini               | 8    | +13.622   | 14º     | 5     |
| 12º  | 77 | Miquel Pons        | LCR E-Team                 | 8    | +16.803   | 9º      | 4     |
| 13º  | 23 | Luca Salvadori     | Prettl Pramac              | 8    | +17.771   | 15º     | 3     |
| 14º  | 8  | Mika Pérez         | RNF                        | 8    | +18.908   | 16º     | 2     |
| 15º  | 6  | María Herrera      | OpenBank Aspar             | 8    | +21.219   | 17º     | 1     |
| 16º  | 53 | Esteve Rabat       | Prettl Pramac              | 8    | +58.583   | 13º     |       |

#### Ritirato
| Nº | Pilota         | Squadra                    | Giri | Griglia |
| -- | -------------- | -------------------------- | ---- | ------- |
| 34 | Kevin Manfredi | Ongetta SIC58 Squadracorse | 5    | 5º      |